# Tweening

GIF animat que mostra l'efecte.

Tweening, forma curta per intermedi in-betweening, o intermediació és el procés de generar marcs intermedis entre dues imatges per donar l'aspecte que la primera imatge es converteix suaument a la segona imatge. Tweening és un procés dominant en tots els tipus d'animació, incloent l'animació per ordinador a. El programari sofisticat d'animació permet identificar objectes específics en una imatge i definir com s'han de moure's i canviar durant el procés de "tweening".
En un procés tradicional d'animació, els artistes dibuixen els marcs més importants, "claus" o "puntes" per a l'animació de caràcters o de qualsevol altre objecte animat.
Els betweeners, o intermediadors, dibuixen els marcs entre els keyframes que l'artista ha dibuixat. Per exemple, certa historieta pot requerir 25 cel per segon. L'artista de la historieta dibuixarà només una sèrie de 10 cel importants. Les cel restants són dibuixades per in-betweeners, i aquests dibuixos es processen més a fons per al seu ús en la historieta final.